# Pisco (aguardiente)
Pisco es la denominación de un aguardiente de uvas, producido en Perú y Chile, elaborado fundamentalmente mediante la destilación del producto de la vid, como el brandy y el coñac, pero sin la prolongada crianza en barricas de madera. Se lo suele incluir dentro de la familia o categoría de los brandis, y posee dos estándares diferentes para su producción —para el pisco peruano y para el pisco chileno—, por lo que se consideran técnicamente productos diferentes, pero dentro del grupo de bebidas espirituosas.

## Antecedentes
Desde la Conquista del Imperio incaico en 1533, los vinos que consumían los españoles en esta región eran importados de su país. Las primeras uvas importadas desde España llegaron al Virreinato del Perú el año 1553, y así los colonos españoles empezaron a producir vino.
Luego, a finales del siglo XVI, como una alternativa al orujo, un aguardiente importado por los españoles, se empieza a producir el aguardiente peruano. El pisco es distribuido al Alto Perú (hoy Bolivia) y al sur del virreinato (hoy territorio chileno). En este último, desde inicios del siglo XVIII, se empieza a producir un aguardiente chileno, diferente al peruano.
Ambas variedades, el pisco del Perú y el pisco chileno, tienen en común el hecho de ser aguardientes de uva, obtenidos por destilación de cepas blancas y rosadas de Vitis vinifera, aprobadas por sus respectivas legislaciones como "uvas pisqueras". Otra situación en común es que muchos, en sus respectivos países, las consideran bebidas nacionales. 
Asimismo, en ambos países, está prohibida la importación del producto del país vecino si viene etiquetado como «pisco», ya que la denominación de origen es objeto de disputa y controversia; debido a la existencia de una ciudad en el Departamento peruano de Ica llamada Pisco, en el Perú no se comercializa ninguna bebida con la denominación «Pisco» que no sea producida en territorio peruano, y en el caso de Chile sí se comercializa el pisco del Perú pero etiquetado como «aguardiente de uva» o «destilado de vino».

## Diferencias
Aunque entre estos productos es posible encontrar características comunes, como por ejemplo algunos tipos de uvas utilizadas por ambos, no es menos cierto que entre ellos existen importantes diferencias, más allá de la zona de elaboración.
|                         | Pisco peruano                                                                                                | Pisco chileno                                                                                   |
| ----------------------- | --- | ----------------------------------------------------------------------------------------------- |
| Zonas de producción     | Ica (Prov. Pisco), Arequipa, Moquegua, Tacna y Lima Provincias                                               | Atacama y Coquimbo                                                                              |
| Uvas                    | - No aromáticas: Quebranta, Negra Criolla, Mollar, Uvina. - Aromáticas: Moscatel, Italia, Albilla y Torontel | Moscatel, Pedro Ximénez y Torontel                                                              |
| Elaboración             | Industrial o artesanal                                                                                       | Industrial o artesanal                                                                          |
| Tipo de destilación     | Discontinua                                                                                                  | En partida única                                                                                |
| Corte de destilación    | Sin corte (destilación al grado)                                                                             | Corazón (alcohol base)                                                                          |
| Número de destilaciones | Una | Sin límite (destilación simple o pisco de doble o triple destilado)                             |
| Graduación              | 38° a 48° (habitualmente 42°)                                                                                | 30° a 50° (habitualmente entre 35° y 40°)                                                       |
| Reposo                  | Estanques de reposo                                                                                          | Estanques de reposo (acero o fudres de raulí)                                                   |
| Añejado                 | No | Sí (pisco de guarda o envejecido: en roble americano o encina francesa) No (pisco transparente) |
| Color                   | Transparente                                                                                                 | Arroblado Transparente                                                                          |
| Rectificación con H2O   | No | Sí                                                                                              |
| Consumo                 | Puro o en cóctel                                                                                             | Puro o en cóctel                                                                                |

### Pisco peruano

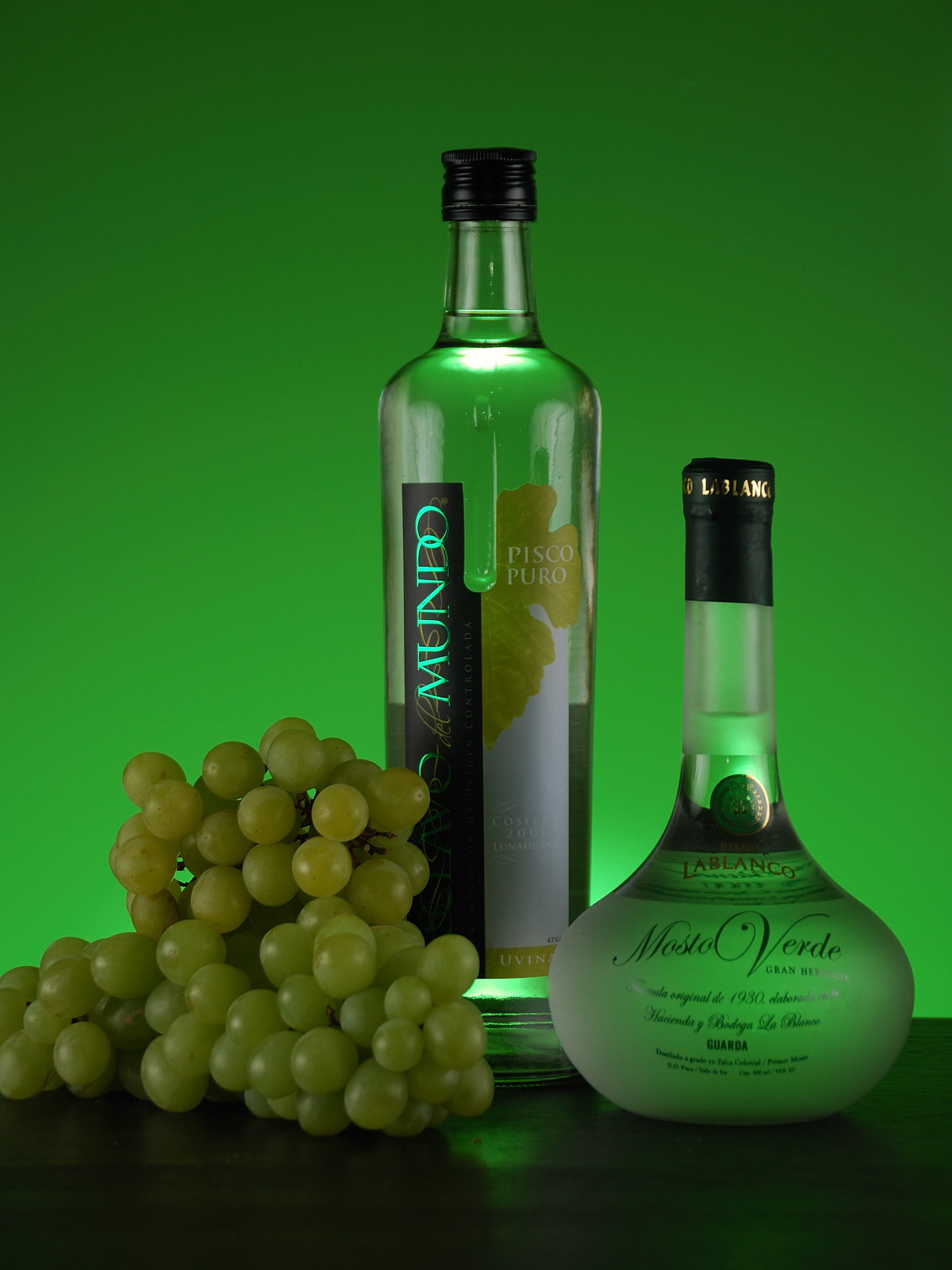
Muestra del pisco peruano.

La Norma Técnica Peruana sobre el pisco (NTP211.001:2002), define al «pisco» como el «aguardiente obtenido exclusivamente por destilación de mostos frescos de uvas pisqueras recientemente fermentados, utilizando métodos que mantengan el principio tradicional de calidad establecido en las zonas de producción reconocidas».
En el caso del pisco del Perú, las variedades usadas y reconocidas legalmente como «uvas pisqueras», son las uvas: quebranta, negra criolla, mollar, uvina ("no aromáticas"); y uva italia, moscatel, albilla y torontel ("aromáticas"). Estas uvas provienen de las cinco regiones pisqueras reconocidas por la denominación de origen pisco en Perú: Ica (Prov. Pisco), Arequipa, Moquegua, Tacna y Lima.
En el Perú existen oficialmente cuatro clases de piscos:
- Pisco Puro (de variedades no aromáticas),
- Pisco Aromático (de variedades aromáticas),
- Pisco Mosto Verde (de mostos que aún no han culminado la fermentación) y
- Pisco Acholado (mezcla de variedades aromáticas y no aromáticas).

El pisco del Perú se destila sin ajustar su graduación alcohólica final con agua u otros agregados. La graduación alcohólica del pisco del Perú varía regularmente entre los 38° y 48°, teniendo habitualmente 42º.

### Pisco chileno

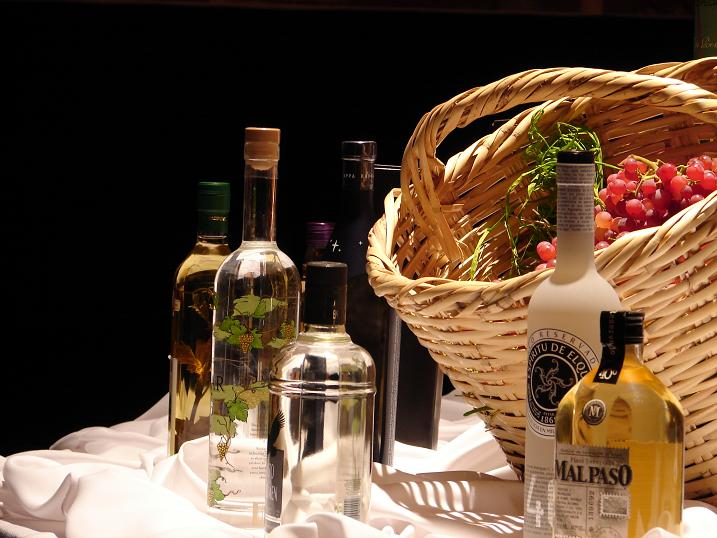
Muestra de piscos chilenos.

El reglamento chileno de la Denominación de Origen Pisco (decreto 521 de 2000 del Ministerio de Agricultura), define al «pisco» como el «aguardiente producido y envasado, en unidades de consumo, en las Regiones III y IV del país, elaborado por destilación de vino genuino potable, proveniente de las variedades de vides que se determinan en este reglamento, plantadas en dichas regiones».
En el caso del pisco chileno, la principal uva usada es la Moscatel, en diversas variedades, y, en menor medida, la pedro ximénez y la torontel. La normativa chilena rechaza la uva País, que comparte origen con la Quebranta, y cualquier otra variedad no expresamente considerada como «uva pisquera».
En Chile existen cuatro clases oficiales de piscos, de acuerdo con su graduación alcohólica mínima: 
- Pisco Corriente (30°)
- Pisco Especial (35°)
- Pisco Reservado (40°)
- Gran Pisco (43°)

El pisco chileno se destila a alrededor de 70° y luego se hidrata con agua desmineralizada para ajustar su graduación a la deseada, tal como se hace en la elaboración del singani, el vodka y el güisqui. La graduación alcohólica del aguardiente chileno varía regularmente entre los 30° y 50°, siendo más populares y consumidos aquellos de entre 35° y 40°.

## Controversia sobre la denominación de origen

Países que reconocen la denominación de origen pisco a Perú
Países que reconocen la denominación de origen pisco a Chile y a Perú
Países que reconocen la denominación de origen pisco a Chile

### Argumentos
Hay una controversia sobre la legitimidad del uso de la denominación «pisco», en referencia al aguardiente de uvas producido en Perú y Chile. Al respecto, existe una diferencia histórica entre ambos países. Perú reafirma que el nombre es una denominación de origen exclusiva, mientras que Chile sostiene que ambos tienen derecho a usarla.
Perú considera que el nombre aplicado a la bebida espirituosa tiene una relación estrecha con el espacio geográfico donde originalmente se produce este aguardiente, en la ciudad de Pisco, fundada en 1640, y sus alrededores, de manera que debiera tener la exclusividad en su uso. Estudios del estadounidense Brown Kendall y del alemán Jakob Schlüpmann dan cuenta que "la expansión del mercado del vino y el aguardiente se produjo en el último tercio del siglo XVI" extendiéndose a otras localidades. El nombre de la Provincia de Pisco proviene de la voz quechua «pisqu», que significa pájaro o ave, los antiguos pobladores le dieron este nombre debido a la existencia de numerosas aves que hay en el mar tanto en el puerto, en la bahía, península e islas. Finalmente, se declaró denominación de origen peruana por resolución administrativa en 1990, estableciéndose oficialmente su territorio de producción al año siguiente.
Por su parte Chile sostiene que el término es igualmente aplicable a la bebida destilada producida a partir de uvas en su territorio, donde existe una localidad que utiliza dicho nombre —Pisco Elqui, adoptada en 1936; anteriormente conocida como La Unión y antes La Greda, y de tradición pisquera desde inicios del siglo XVIII —, estableciéndose legalmente como denominación de origen chilena y delimitando una zona geográfica para su producción en 1931. No niega que tal producto haya podido fabricarse primero en Perú, pero argumenta que tal denominación ha sido usada para designar el aguardiente de uvas producido en ambos países, desde la época colonial, por lo que puede ser utilizada tanto por Chile como por Perú; en ese sentido, se ha argumentado que sería un término genérico, defendiéndose que la denominación de origen de su variedad sea «pisco chileno», o que se trataría de una denominación binacional.
La Real Academia Española en su obra Diccionario de la lengua española, así como la UNESCO, reconoce el origen del término «pisco» de Pisco, ciudad en el departamento de Ica en Perú.
Desde 1988, en Perú, es considerado Patrimonio Cultural de la Nación.
En 2024 fueron hallados en el Archivo de la Nación de Perú unos manuscritos comerciales de 1583 y 1587 que indican que en el Perú ya se producía y comercializaba destilado de uva. En diciembre del mismo año, la Cancillería de Chile respondería al suceso, asegurando que "los documentos no otorgan la exclusividad suficiente para que se reconozca al pisco como un producto netamente peruano", de igual manera, el titular del gabinete de agricultura chileno cuestionó la inscripción en la UNESCO, sugiriendo que su gobierno todavía considera en disputa el origen del pisco entre ambos países. Sin embargo, días después, el 19 de diciembre, la UNESCO entregó al Perú los certificados que reconocen tales documentos históricos, mismos que fueron incluidos en su Programa Memoria del Mundo el 27 de noviembre tras la XXIV reunión Anual del MOWLAC, incluidas 4 cartografías de rutas comerciales.Expertos instaron al gobierno peruano a tomar medidas de reconocimiento internacional para proteger la denominación de origen, como el director de Archivo General de la Nación, quien precisó que estas acciones se realizarían en el primer semestre del mismo año. En esa línea, el 20 de marzo de 2025, se formalizó la inscripción de los mencionados manuscritos en el Registro Regional del Programa Memoria del Mundo para América Latina y el Caribe sobre la decisión tomada en noviembre.
En tanto, en febrero de 2025, el gobierno chileno celebró la aprobación de su solicitud de incluir a su Paisaje Cultural Vitivinícola —zona de producción pisquera— en la Lista Tentativa de Chile por parte del mismo organismo internacional, al cumplir con alguno de los requisitos, calificados de "escuetos", por el representante Técnico de Chile ante el Comité del Patrimonio Mundial. Tras este paso, dicho gobierno nominaría el paisaje para ser declarado Patrimonio de la Humanidad y fortalecer la denominación de origen de la bebida como propia. Cabe precisar que las Bodegas y Viñedos para la Producción Tradicional de Pisco, y el Sitio Paleontológico de la Cuenca Pisco, ambos de Perú, están en la misma lista respectiva desde 2019.

### Reconocimiento del pisco por países
A nivel internacional, diversos países se han pronunciado respecto a esta controversia reconociendo la denominación «pisco» (con o sin agregados) a favor de Perú, de Chile o de ambos. 
Un ejemplo particular es el reconocimiento del pisco en la Unión Europea, compuesta por 27 estados. Esta, conforme a una declaración conjunta con la República de Chile integrante del Acuerdo de Asociación entre ambos de 2002, reconoció la denominación de origen «Pisco» para uso exclusivo de productos originarios de Chile, sin perjuicio de los derechos que pudiera reconocer, además, para Perú; y, en 2013, a través de la Comisión Europea —y tras un solicitud presentada por la República del Perú—, la Unión Europea reconoció al «Pisco» como indicación geográfica de Perú, sin perjuicio de la utilización de la denominación para los productos originarios de Chile en virtud del Acuerdo de Asociación entre la Unión Europea y Chile. Por otro lado, de los tres regímenes de calidad reconocidos para los productos agroalimentarios, vinos y bebidas espirituosas, la Unión Europea sólo reconoce la de "indicación geográfica (IG)" para las bebidas espirituosas, y no los regímenes de "denominación de origen protegida (DOP)" y de "indicación geográfica protegida (IGP)" los cuales se utilizan para alimentos y vinos. Sin embargo, ambos países pueden utilizar el nombre "pisco" para sus destilados de uva comercializados en la Unión Europea.
Para 2025, un total de 42 estados reconocen la denominación de origen del pisco a ambos países (Perú y Chile), 30 la reconocen exclusivamente a Perú, y 3 la reconocen exclusivamente a Chile.
La lista detallada se muestra a continuación.
| Continente | Pisco reconocido a favor de Perú                                                                                   | Pisco reconocido a favor de Chile | Pisco reconocido a favor de Perú y Chile                           |
| ---------- | --- | --------------------------------- | ------------------------------------------------------------------ |
| América    | Bolivia Colombia Cuba Ecuador El Salvador Guatemala Haití Honduras Nicaragua Panamá República Dominicana Venezuela | —                                 | Canadá Costa Rica Estados Unidos México                            |
| África     | Argelia Burkina Faso Gabón República del Congo Túnez Togo Sudáfrica                                                | —                                 | —                                                                  |
| Asia       | Corea del Norte Indonesia Israel Laos                                                                              | Brunéi Hong Kong                  | China Corea del Sur Malasia Singapur Tailandia Vietnam Japón India |
| Europa     | Georgia Moldavia Montenegro Ucrania Bosnia y Herzegovina Macedonia del Norte Serbia                                | Turquía                           | Unión Europea Reino Unido                                          |
| Oceanía    | — | —                                 | Nueva Zelanda Australia                                            |